# Borkum
Borkum è la più occidentale e la più estesa – oltre che la seconda per numero di popolazione (dopo Norderney) – delle Isole Frisone Orientali (Ostfriesische Inseln), gruppo di isole tedesche sul Mare del Nord appartenenti al land Bassa Sassonia (Niedersachsen, Germania nord-occidentale).

Dal punto di vista amministrativo, l'isola è un comune del circondario di Leer (targa: LER).
L'isola fa parte del Parco nazionale del Wattenmeer della Bassa Sassonia ed è collegata alla terraferma da traghetti in partenza da Emden (Germania) ed Eemshaven (Paesi Bassi).

## Geografia fisica

### Collocazione
Borkum si trova ad ovest dell'isola di Juist, appartenente allo stesso arcipelago, e degli isolotti di Lütje Hörn e Kachelotplate e ad est dell'isola di Rottumeroog, appartenente all'arcipelago delle Isole Frisone Occidentali (Paesi Bassi). La località sulla terraferma più vicina è Eemshaven, nei Paesi Bassi.

## Storia
L'isola è citata da Plinio il Vecchio nella sua Historia naturalis come Burchana. Strabone nella sua Geografia ci informa che fu assediata e conquistata da Druso maggiore.
Dal 1830 è stazione balneare.
Dopo la seconda guerra mondiale e la debellatio tedesca, Borkum fu oggetto di fallita rivendicazione territoriale da parte dei Paesi Bassi, che miravano a controllare il fiume Ems.